# 鮑勃·吉布森
派克·羅伯特·吉布森（1935年11月9日—2020年10月2日），通稱「鮑勃」，前美國職業棒球投手，曾為美國職棒大聯盟的聖路易紅雀隊效力17年之久（1959年–1975年）。吉布森的暱稱有吉比（Gibby）和虎特（Hoot，因演員虎特·吉布森而得名），他在其棒球生涯裡留下了251場勝投、3,117次三振、防禦率2.91的成績。他除了九度入選全明星賽及拿下兩座世界大賽冠軍外，還贏得了兩次賽揚獎，並在1968年获得國聯最有價值球員獎。由於以兇猛又好勝的性格，和能威嚇對方打者而聞名，吉布森在1981年取得棒球名人堂票選資格，並隨即当选。紅雀隊則在1975年9月將吉布森的背號45號退休，並於2014年將他選為隊上的名人堂成員。紅雀隊亦在其主場布希體育場外為吉布森設立雕像，以紀念其貢獻。
鮑勃·吉布森出生於內布拉斯加州奧馬哈，在克服童年疾病後，他于青年運動尤其是籃球及棒球中脫穎而出。在同时于簽約的哈林籃球隊及聖路易紅雀隊短暂效力一段时间後，吉布森決定只打職業棒球。1961年7月他成為全職先發投手，並於1962年首次入選全明星賽。1964年世界大賽中，吉布森先發三場并拿下了兩場勝利，隔年（1965年）更是首度达到單季20勝。他在1967年世界大賽中還演出一人三度完投勝。
1968年，吉布森達到了生涯巔峰，除了單季完成1.12的防禦率之外，還在1968年世界大賽第一戰中投出單場17次三振。吉布森在1971年投過一場無安打比賽，但隨後幾季就開始經歷膝蓋腫脹的傷勢困擾。吉布森於1975年退休時，其生涯三振數在大聯盟史上累計僅次於華特·強森。
1975年從球員身分退休後不久，吉布森成為了前隊友喬·托瑞的投手教練。有一段時間他還作為聖路易紅雀隊的特別指導教練，後來他也因此於1999年被選為美國職棒大聯盟世紀球隊成員。吉布森在盧尼·惠勒（Lonnie Wheeler）的幫助下出版了自己的回憶錄《一球接著一球投》（Pitch by Pitch）。2020年10月2日，吉布森因胰臟癌逝世，這天剛好是1968年世界大賽第一戰的整整52年後，而當年那天他面對底特律老虎隊的打者，一人就三振了17人次。

## 生平

### 早年
吉布森生於內布拉斯加州的奧馬哈，是派克·吉布森（Pack Gibson）及維多利亞·吉布森（Victoria Gibson）七個小孩（五男二女）中的么子。吉布森的父親派克在吉布森出生前三個月因結核病逝世，為懷念其父，吉布森被命名為派克·羅伯特·吉布森（Pack Robert Gibson）。雖然吉布森很尊敬其父，但其實他並不喜歡派克（Pack）之名，隨後就將他的名字改為羅伯特（Robert）。儘管童年時期就有像是佝僂病的健康問題困擾著吉布森，吉布森還是同時活躍於非正式與有組織的體育運動，尤其是棒球和籃球。吉布森其中一個大他15歲的哥哥喬許（Josh），曾作為他的導師對他早年生活有著深遠影響。吉布森曾在他的哥哥許多執教的青年籃球隊和棒球隊中打過球，多數隊伍和比賽是透過基督教青年會所發起的。
吉布森中學就讀奧馬哈技術高中，並在那裡參與了田徑、籃球和棒球校隊。不過他的健康問題再次浮出水面：由於心雜音隨著快速發育而不斷發生，吉布森需要得到醫生的許可才能參加高中的體育賽事。高三那年，吉布森被林肯市一家報紙選為州代表籃球隊成員，不久後更贏得克瑞頓大學提供給他的全額籃球體育獎學金。而印第安納州立大學則以他們黑人運動員名額額滿為由拒絕了他。
在克瑞頓大學就讀期間，吉布森主修社會學，並持續在籃球方面取得成功。大三那年球季結束時，吉布森在籃球場上留下了場均22分的紀錄，以及獲選全美耶穌會士（Jesuit All-American）第三隊的美名。由於吉布森此時將從大學畢業，因此1957年的春天對他來說是個忙碌的季節。除了結婚之外，他還受到哈林籃球隊及聖路易紅雀棒球隊的青睞。該年，吉布森收到紅雀隊的三千美元簽約激勵金。但他決定推遲在紅雀的先發一年，先為哈林籃球隊效力。然而他最終放棄作為雙棲球員，因為在哈林籃球隊有太多長途旅程以及過多背靠背的比賽。

### 棒球生涯
1959年球季之初，吉布森被紅雀隊選入大聯盟名單裡，並於4月15日以中繼投手身份初登板。不久後被重新指派到小聯盟的奧馬哈紅雀隊，直到7月30日才被重新叫上大聯盟。是日，他作為先發投手取得了大聯盟生涯首勝。吉布森在1960年處境類似，直到六月中以前，他在紅雀隊與其附屬小聯盟球隊羅徹斯特紅翼隊交替出賽，在大聯盟比賽中僅僅只投過9局。最終吉布森該年取得了三勝六敗，防禦率5.61的成績，並於球季結束後前往委內瑞拉參加冬季棒球聯盟。1961年賽季上半，紅雀隊總教練索利·赫墨斯讓吉布森在牛棚和先發身份中交替出賽。吉布森在2011年紀錄片中指出，赫墨斯的種族偏見極大程度地導致他對吉布森及隊友柯特·弗拉德的濫用，他們兩人都被赫墨斯告知不可能登上大聯盟，應當嘗試其他事物。1961年7月，赫墨斯的總教練職位被撤換，由強尼·凱恩接任。凱恩數年前曾執教於奧馬哈紅雀隊，是吉布森小聯盟時期的總教練。凱恩和吉布森隨後建立了正向的職業師徒關係，且凱恩立刻就將吉布森排入全職先發名單。吉布森在剩餘的賽季裡取得11勝6敗的成績，留下全年通算防禦率3.24的紀錄。下了球場，吉布森和比爾·懷特及柯特·弗拉德發起了一項民權運動，讓所有球員都住在同一俱樂部和飯店房間，使得聖路易紅雀隊成為第一支終結種族隔離的球隊，遠比林登·詹森總統於1964年簽署「偉大社會」相關的民權法案還要早了整整三年。

#### 1962年–1967年
1962年賽季的五月底，吉布森曾投出連續22⅔未失分的紀錄，從而讓他首次被選為國聯全明星賽隊伍成員。由於1959年至1962年的全明星賽都舉辦了兩場，吉布森因此也被選為第二場全明星賽國聯隊伍的成員，並在比賽中投了2局。即便在季末遭受踝關節骨折，有時也被暱稱為「虎特」（Hoot）的吉布森依然在1962年完成首次單季200次以上三振的紀錄。吉布森腳踝的康復過程很緩慢，導致他在1963年5月19日前，僅僅取得一勝。吉布森之後改依靠他的滑球及兩種不同的快速球在七月下旬前取得六連勝。由於好球帶擴增到皮帶扣上方的區域，吉布森和國聯所有其他投手因此得益於此項規則變更。吉布森擔任攻方打者時的產出更是讓他的投球表現如虎添翼，他一人就打下20分打點，超過所有其他國聯投手紀錄的總和。但當年即使有吉布森的18勝和隊友斯坦·穆休即將退休的額外動力，紅雀隊最終仍以落後第一名達六場勝差結束球季。
1964年，以前一年季末所留下追求冠軍之力為基礎，紅雀隊隊員間發展出強大的情誼，擺脫了當時美國主流的種族緊張氣氛。這樣良好的氣氛一部分歸功於1960年時，球隊春訓時整合了球員居住的飯店，當時吉布森和隊友比爾·懷特致力於對抗和停止在球隊中種族侮辱的情形。8月23日，紅雀隊還落後費城費城人隊11場勝差，甚至到了9月21日也還有6.5場勝差。然而隨後紅雀隊拉出一波九連勝，加上費城人隊苦吞十連敗，反倒讓前者領先一場勝差，雙方來到最後一戰決定生死：紅雀隊面對到的對手是紐約大都會隊，吉布森在該戰第五局作為中繼投手登場。由於意識到他登場時費城人隊正以4比0領先辛辛那提紅人隊，吉布森奮力中繼4局僅被擊出兩支安打，加之隊友給予11分的火力支援從而取勝，進入世界大賽。

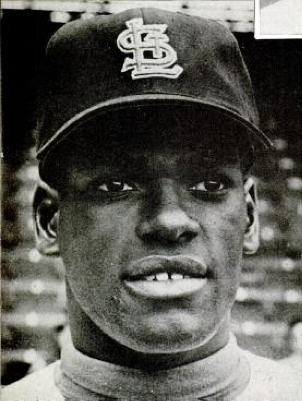
1962年的吉布森

1964年世界大賽，紅雀隊的對手是紐約洋基隊，這年吉布森在七戰中三度先發力抗洋基先發投手梅爾·史陶德邁爾，於第二戰吞敗但於第五戰取勝。第七戰，吉布森僅僅休息了兩天就上陣先發，卻一路投到第九局，然而該局他遭到菲爾·林茲及克萊特·博耶兩人的全壘打狙擊，紅雀隊的領先分數縮小到2分，比數變成7比5。當時紅雀隊牛棚有瑞伊·薩德奇及巴尼·舒爾茲正在熱身，但吉布森還是解決鮑比·理查森拿到最後一個局數，幫助紅雀隊奪得自1946年以來的首座世界大賽冠軍。整個系列賽他取得兩勝，並以31次三振創下世界大賽紀錄。
吉布森於1965年賽季再次被選為全明星賽隊伍成員，但紅雀隊在八月就已早早脫離爭冠行列，因此專注焦點變成吉布森能否首度單季奪得20勝。吉布森直到賽季最後一天的比賽還在為第20勝奮鬥，雖然那場比賽新任紅雀隊總教練瑞德·薛恩汀斯特決定讓多數先發輪值選手休戰，但吉布森仍率隊以5比2的比數戰勝休士頓太空人隊。1966年賽季，紅雀隊新球場：「布希紀念體育場」正式啟用，那一年又被選為全明星賽隊伍成員的吉布森，也在主場球迷面前亮相。
1967年，紅雀隊在明星賽開打前取得了3.5場勝差的領先，吉布森也在當年明星賽的第七局及第八局登場投球。7月15日，吉布森出戰匹茲堡海盜隊時，被羅伯托·克萊門特打出的平飛球擊中右腳。但當時他並不知道他的腿部已經骨折，又繼續投了三名打者，結果他右腳踝上方的腓骨因此斷了。經過休養後，吉布森於9月7日重返球場，隨後紅雀隊於9月18日確保了國聯龍頭之位，領先第二名的舊金山巨人隊足足有10.5場勝差。
紅雀隊在1967年世界大賽上面對到的是波士頓紅襪隊，吉布森在第一、四、七戰先發出賽都完投勝，三場合計僅被打14支安打失3分，其中第四戰還拿到完封勝，而前兩項成績（完投勝、被安打數）更是追平了克里斯提·馬修森在1905年世界大賽的紀錄。和他在1964年一樣，吉布森第七戰再度完投勝，面對曾於第二戰一安打勝的賽揚獎投手吉姆·隆伯格表現毫不遜色，甚至在第五局自己敲出全壘打使球隊取得3比0領先。這也讓吉布森成為世界大賽史上唯一一位曾多次在第七戰完成最後一個出局數的投手。雖然兩度獲選世界大賽最有價值球員獎，但他這次終於得到1964年時溜走的男子運動服裝贊助。 他還獲得了哮喘藥物（Primatene Mist含藥物用腎上腺素的吸入器和藥片）廠商的認可和贊助。

#### 1968年：投手之年
1968年賽季是為人熟知的「投手之年」（The Year of the Pitcher），而吉布森更是在投手方面取得主導地位。這年他的防禦率低到1.12，是活球年代最佳紀錄，也是大聯盟單季300局以上的投手中最佳。這還是大聯盟自54年前杜奇·倫納德的0.96紀錄以來最佳。吉布森這季投出13次完封，僅比內布拉斯加州家鄉人格羅佛·克里夫蘭·亞歷山大在1916年創下大聯盟史上最多的16場還少3場而已。6月跟7月間，他贏下所有12場先發，而且都是完投勝，其中八場還是完封勝，這108局的投球中僅失6分（換算成防禦率僅0.50）。吉布森在這段期間曾演出連續47局無失分，這在當時是大聯盟史上第三長的紀錄。此外，他也三振了91人次，並連續贏得兩次國聯單月最佳球員。最終本季結算吉布森在34場先發中完投了28場，但沒有完投的場次他是以代打身分上陣，這意味著吉布森整季都沒有在投手丘上換下，而被另一名投手接替投球。另外他這季也僅失了38分。
吉布森在1968年獲頒國聯最有價值球員獎，球季僅讓對手打擊率1成84、得點圈打擊2成33以及長打率2成36。儘管吉布森創下防禦率1.12的新紀錄，但他仍在取得22勝的同時也吞了9敗，原因係當年整個大聯盟包括其所屬的紅雀隊在內都陷入貧打。1968年的紅雀隊僅有柯特·弗拉德的打擊率超過三成，整季在全壘打和打點數領先者也分別僅有16發和79分。吉布森輸了兩場1比0的比賽，其中一場9月17日的比賽，紅雀隊面對舊金山巨人隊的蓋洛·佩里還被其投出無安打比賽。而巨人隊那場唯一的一分竟是由弱棒羅恩·杭特於第一局所擊出的全壘打所得到，而這支全壘打不僅是杭特該季唯二轟的第二支，也是吉布森該季304+2⁄3局的投球中，所被打出的11發之一。
1968年世界大賽的第一戰，吉布森單場三振底特律老虎隊17人次，打破山迪·柯法斯在1963年世界大賽第一戰單場15次三振的紀錄，創下世界大賽史上新紀錄，至今仍未被打破。他也是繼艾德·沃爾許之後，唯一能在世界大賽單場比賽中的每局都至少一次三振的投手。在第九局讓首名打者米奇·史丹利打出一壘安打上壘後，吉布森連續三振掉了老虎隊的艾爾·卡萊恩、諾姆·凱許及威利·霍頓，從而結束比賽。老虎隊外野手吉姆·諾斯魯普回顧這場比賽時提到：「我們是快速球打者，但他的球就直接從我們身旁過去，而且他還有犀利的滑球，那球的落點到處都是。」
吉布森於第四戰再度先發，成功率隊以10比1擊敗老虎隊及其王牌投手丹尼·麥克連。雙方之後持續鏖戰，最終戰局來到1968年10月10日舉行於紅雀隊主場的決勝第七戰。這場比賽吉布森對決的是老虎隊的米奇·羅里奇，兩人在前六局都封鎖了對方的打線無失分。七局上半吉布森解決前兩名打者後風雲變色，被連續打出兩支一壘安打。接著老虎隊打者吉姆·諾斯魯普打出一支越過中外野手柯特·弗拉德頭頂的三壘安打，這支安打不僅帶有兩分打點，還讓老虎隊最終贏下世界大賽。
綜觀1968年大聯盟投手的成績，尤其是由吉布森和麥克連打破紀錄的表現，常被認為是大聯盟決定改動投手相關規則的主因之一。這些改動有時也被稱為「吉布森條款（Gibson rules）」：大聯盟於1969年將投手丘從15英寸（380）降至10英寸（250），並將好球帶高度從打者腋下減至球衣上的字母處（jersey letters）。

#### 1969年–1975年
由於新規則在1969年生效，文化和金錢對棒球的影響也越來越深，像是紅雀隊1968年的陣容中就有九人因為合約問題，直到春訓第一周都還未報到。1969年2月4日，吉布森上約翰尼·卡森今夜秀的節目時說道，美國職棒大聯盟球員協會已建議球員在本季開賽前進行罷工。然而吉布森本人對合約卻沒有即時的擔憂，因為紅雀隊和球隊老闆格西·布希已經同意他對1969年要求的薪資（12萬5千元美金），而這筆薪資也打破當時單季最高工資的紀錄。
儘管規則有了重大改變，吉布森作為聯盟最頂尖投手之一的地位並未立即動搖。他在1969年球季取得20勝13敗、防禦率2.18、4次完封、28場完投的紀錄。1969年5月12日，吉布森第七局面對洛杉磯道奇隊時以連續九球三振掉三名打者，球隊也以6比2贏球。這場比賽也讓吉布森成為國聯史上第九位、大聯盟史上第十五位投出「完美一局」的投手。7月4日與小熊隊一戰，吉布森投到第十局時被換下場，這是他這兩年連續超過60場先發以來，首度在沒有完成整局的情況下被換下來。第七度入選並參加全明星賽後，吉布森在8月16日達成新的里程碑：成為大聯盟史上第三位曾經七度單季200次以上奪三振的投手。
吉布森在1970年的表現時好時壞，七月時生涯首度嘗試使用蝴蝶球導致其戰績嚴重下滑，並讓他來到該季低谷。所幸吉布森很快回復原來的投球模式，並從7月28日開始拉出一波七連勝，並於8月12日面對聖地牙哥教士隊時完投14局，助隊5比4獲勝。接著他在八月贏得生涯第四座也是最後一座國聯單月表現最佳球員獎。最終吉布森在1970年總共奪得23場勝投，並再次獲選為國聯賽揚獎得主。
紅雀隊有時會將吉布森作為代打上陣，1970年賽季他更是在109個打數中取得打擊率3成03的成績，比他的隊友達蘭·麥克斯維爾高出一成。通算生涯戰績，他的打擊率2成06、44支二壘安打、5支三壘安打、24發全壘打（包含世界大賽打的兩發）、144分打點、13次盜壘及被保送63次。
1971年8月，吉布森取得了兩項重要成就：8月4日，他在布希紀念球場以7比2擊敗巨人隊，取得生涯200勝；十天後出戰後來的世界大賽冠軍匹茲堡海盜隊，他在三河體育館投出無安打比賽率隊以11比0大勝。這場比賽他三振對手十人次，其中威利·史塔格爾就貢獻了三次，還包括比賽的最後一個出局。這場在匹茲堡主場的無安打比賽是自1907年尼克·馬多克斯在匹茲堡博覽會公園投出以來的第一次；三河體育館的前身福布斯球場則在其啟用期間（1909年中至1970年中）從未出現過。此外，他也是大聯盟史上繼華特·強森後第二位生涯3000次三振的投手，同時也是國家聯盟首位紀錄者。他在1974年7月17日在主場布希紀念球場出戰時取得，那場比賽的對手是辛辛那提紅人隊的塞薩·傑隆尼默。吉布森在1972年的開季不順連吞五敗，但在6月21日打破傑西·海恩斯球隊上的勝投累計紀錄，並在該年取得19勝。
1974年夏天，吉布森對於取得連勝充滿信心，但他不斷遇到膝蓋腫脹的傷勢問題。1975年1月，吉布森宣布他會在當年賽季結束後退休，承認透過棒球比賽以幫助應對近期他和前妻夏琳（Charline）的離婚事宜。1975年賽季是吉布森最後一個賽季，留下了3勝10敗、防禦率5.04的成績。
綜觀1963年至1970年的八個賽季，吉布森的戰績是156勝81敗，勝率高達6成58。他曾九度獲選金手套獎，並在1964年及1967年二度奪得世界大賽最有價值球員獎，還在1968年及1970年贏得賽揚獎。

### 退休
1975年賽季結束後，紅雀隊總經理賓·德文曾在吉布森返回家鄉奧馬哈前，提供一份具體內容未定的工作給後者，但細節還待球隊官方高層批准。由於不確定未來生涯走向，吉布森拒絕這項提議，並在1975年休賽季時用了紅雀隊給他當做退休禮物的旅宿車到美國西部四處旅遊。回到奧馬哈後，吉布森持續擔任當地銀行的董事會成員，並曾一度成為KOWH廣播電台的主要投資者，還開了家名為「吉布森的精神與寄託（Gibson's Spirits and Sustenance）」的餐廳，有時會以老闆身分在裏頭一天工作12小時。
1981年，吉布森回到棒球場上，這年他接受了紐約大都會隊總教練喬·托瑞的邀請，成為教練團的一員。托瑞給吉布森的職稱是「態度教練（attitude coach）」，這是大聯盟史上第一次有這樣的教練。1981年賽季結束後球隊解雇了托瑞和其教練團，因此托瑞在1982年轉任亞特蘭大勇士隊總教練，並再次聘請吉布森作為投手教練。這年勇士隊是自1969年以來首度衝擊國聯冠軍頭銜，但最終在1982年國聯冠軍賽中敗給了紅雀隊。吉布森和托瑞在勇士隊一直搭檔到1984年賽季結束。之後四年（1985年至1989年間），吉布森在廣播電台KMOX擔任紅雀隊棒球比賽賽前及賽後秀的主持。吉布森也曾於1990年擔任ESPN棒球比賽的球評，但隔年就因陪伴家人時間過少而拒絕繼續擔任。1995年，吉布森再次以投手教練的身分擔任托瑞教練團的一員，這是他繼20年前以球員身分退休後的再度回歸紅雀隊。

## 獲獎與榮譽

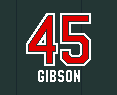
鮑勃·吉布森的背號45在1975年成為紅雀隊退休號碼

1975年9月1日，聖路易紅雀隊將吉布森的背號45退休。1981年，他被選為棒球名人堂成員。1999年，吉布森在體育新聞列出之最偉大的一百位棒球選手中名列31名，再被球迷選為美國職棒大聯盟世紀球隊。聖路易星光大道上有屬於他的星星。哈里·韋伯為吉布森所做的銅像坐落在布希體育場的前面，與其他紅雀隊名人代表的銅像一同做紀念。2013年，吉布森另外一座雕像在其家鄉奧馬哈的維爾納公園外揭幕。同樣位於奧馬哈的羅森布拉特體育館，其北邊的一條街被命名為鮑勃·吉布森大道（Bob Gibson Boulevard）以示紀念。2014年1月，紅雀隊宣布吉布森和其他22名退休球員及員工被選為聖路易紅雀隊名人堂成員，並參加2014年首屆的頒獎典禮。直至逝世時，吉布森仍紅雀隊上多項紀錄的保持人，包括251場勝投、先發482次、255場完投、56次完封、投球局數3,884+1⁄3局及3,117次三振。

## 生涯數據

### 投球成績
| 年度   | 球隊   | 勝投 | 敗投 | 出賽 | 完投 | 防禦率 | 完封 | 投球局數 | 被安打 | 自責分 | 被全壘打 | 保送 | 三振 | WHIP  |
| ------ | ------ | ---- | ---- | ---- | ---- | ------ | ---- | -------- | ------ | ------ | -------- | ---- | ---- | ----- |
| 1959年 | 紅雀隊 | 3    | 5    | 13   | 2    | 3.33   | 1    | 75+2⁄3   | 77     | 28     | 4        | 39   | 48   | 1.533 |
| 1960年 | 紅雀隊 | 3    | 6    | 27   | 2    | 5.61   | 0    | 86+2⁄3   | 97     | 54     | 7        | 48   | 69   | 1.673 |
| 1961年 | 紅雀隊 | 13   | 12   | 35   | 10   | 3.24   | 2    | 211+1⁄3  | 186    | 76     | 13       | 119  | 166  | 1.443 |
| 1962年 | 紅雀隊 | 15   | 13   | 32   | 15   | 2.85   | 5    | 233+2⁄3  | 174    | 74     | 15       | 95   | 208  | 1.151 |
| 1963年 | 紅雀隊 | 18   | 9    | 36   | 14   | 3.39   | 2    | 254+2⁄3  | 224    | 96     | 19       | 96   | 204  | 1.257 |
| 1964年 | 紅雀隊 | 19   | 12   | 40   | 17   | 3.01   | 2    | 287+1⁄3  | 250    | 96     | 25       | 86   | 245  | 1.169 |
| 1965年 | 紅雀隊 | 20   | 12   | 38   | 20   | 3.07   | 6    | 299      | 243    | 102    | 34       | 103  | 270  | 1.157 |
| 1966年 | 紅雀隊 | 21   | 12   | 35   | 20   | 2.44   | 5    | 280+1⁄3  | 210    | 76     | 20       | 78   | 225  | 1.027 |
| 1967年 | 紅雀隊 | 13   | 7    | 24   | 10   | 2.98   | 2    | 175+1⁄3  | 151    | 58     | 10       | 40   | 147  | 1.089 |
| 1968年 | 紅雀隊 | 22   | 9    | 34   | 28   | 1.12   | 13   | 304+2⁄3  | 198    | 38     | 11       | 62   | 268  | 0.853 |
| 1969年 | 紅雀隊 | 20   | 13   | 35   | 28   | 2.18   | 4    | 314      | 251    | 76     | 12       | 95   | 269  | 1.102 |
| 1970年 | 紅雀隊 | 23   | 7    | 34   | 23   | 3.12   | 3    | 294      | 262    | 102    | 13       | 88   | 274  | 1.190 |
| 1971年 | 紅雀隊 | 16   | 13   | 31   | 20   | 3.04   | 5    | 245+2⁄3  | 215    | 83     | 14       | 76   | 185  | 1.185 |
| 1972年 | 紅雀隊 | 19   | 11   | 34   | 23   | 2.46   | 4    | 278      | 226    | 76     | 14       | 88   | 208  | 1.129 |
| 1973年 | 紅雀隊 | 12   | 10   | 25   | 13   | 2.77   | 1    | 195      | 159    | 60     | 12       | 57   | 142  | 1.108 |
| 1974年 | 紅雀隊 | 11   | 13   | 33   | 9    | 3.83   | 1    | 240      | 236    | 102    | 24       | 104  | 129  | 1.417 |
| 1975年 | 紅雀隊 | 3    | 10   | 22   | 1    | 5.04   | 0    | 109      | 120    | 61     | 10       | 62   | 60   | 1.670 |

| 類別 | 勝投 | 敗投 | 出賽 | 完投 | 防禦率 | 完封 | 投球局數  | 被安打 | 自責分 | 被全壘打 | 保送  | 三振  | WHIP  | 被打擊率 | 被上壘率 | 被長打率 | ERA+ |
| ---- | ---- | ---- | ---- | ---- | ------ | ---- | --------- | ------ | ------ | -------- | ----- | ----- | ----- | -------- | -------- | -------- | ---- |
| 總計 | 251  | 174  | 528  | 255  | 2.91   | 56   | 3,884+1⁄3 | 3,279  | 1,258  | 257      | 1,336 | 3,117 | 1.188 | .228     | .297     | .325     | 127  |

### 保有的紀錄
- 最長連續優質先發場次（自1920年以來）：26場，1967年9月12日 – 1968年7月30日[112]。
- 最長連續6局以上的先發場次：78場，1967年9月12日 – 1970年5月2日[113]。
- 活球年代國聯完封王次數：曾單獨或共同獲得4次，1962年（5場）、1966年（5場）、1968年（13場）、1971年（5場）。紀錄與華倫·史潘共同保有。格羅佛·克里夫蘭·亞歷山大曾於1911年至1921年間（死球年代）六度奪得完封王稱號[114]。
- 投手金手套獎數：以投手身分九度蟬聯金手套獎（1965年至1973年）的紀錄在大聯盟史上第三長，僅次於葛瑞格·麥達克斯及吉姆·卡特[115]。
- 單季防禦率：1968年的防禦率1.12是活球年代最低及史上第三低的紀錄[116]。
- 世界大賽單場最多三振數：1968年世界大賽第一戰三振對手17次[116]。

## 個人生活
吉布森有三個小孩，兩個是跟第一任妻子夏琳（Charline）所生，和第二任妻子溫蒂（Wendy）則育有另一個。
2019年7月，吉布森多年的經紀人迪克·茲茲曼（Dick Zitzmann）發表聲明到，吉布森在數個月前被診斷出胰臟癌並開始化療。2020年10月2日，在與胰腺癌奮鬥超過一年後，吉布森於安寧病房中逝世，享壽84歲。

## 軼事
吉布森是一位兇猛的選手，他在場上很少微笑，而且常常投出近身球以建立優勢並威嚇打者，這與他同時期的名人堂成員唐·德萊斯戴爾風格類似。即便如此，吉布森仍有著相當好的控球，生涯僅102次觸身球，比德萊斯戴爾的154次還要少。
吉布森即便是面對隊友也是粗魯無禮，像是當他搭配的捕手提姆·麥卡佛走上投手丘欲開會時，吉布森不僅忽略他說的話，還說到「你唯一要知道與投球有關的事就是球很難被打到。」
吉布森若無其事地將其威嚇性的名聲置之度外，儘管他曾說到他沒有刻意要表現出威嚇。在聖路易斯公共廣播電台的訪談中他曾打趣道，他投球時面目猙獰的唯一理由，是因為他沒有眼鏡去看清捕手的暗號所致。

## 延伸閱讀
- Angell, Roger. . The New Yorker. 1980-09-22  [2016-03-29]. （原始内容存档于2016-03-30）.
- Banks, Kerry. . Vancouver: Greystone Books. 2010. ISBN 978-1-55365-507-7. OCLC 436336541.
- Feldmann, Doug. . Columbia: University of Missouri Press. 2011. ISBN 978-0-8262-1950-3. OCLC 711050960.
- Gibson, Bob; Lonnie Wheeler. . New York: Viking. 1994. ISBN 978-0-670-84794-5. OCLC 30110624.
- Halberstam, David. . New York: Villard. 1994. ISBN 978-0-679-41560-2. OCLC 30109791.
- O'Neill, Dan; Joe Buck; Robert W. Duffy; Bernie Miklasz. Mike Smith , 编. . St. Louis Post-Dispatch. 2005. ISBN 978-0-9661397-3-0. OCLC 62385897.
- Rains, Rob.  2nd. St. Louis: The Sporting News. 2003. ISBN 0-89204-727-5. OCLC 52577755.
- Reidenbaugh, Lowell. Hoppel, Joe , 编.  3. New York: Crescent Books. 1993. ISBN 978-0-517-09277-4. OCLC 27381477.
- Schoor, Gene. . New York: William Morrow and Company. 1990. ISBN 0-688-07995-4. OCLC 21303516.
- Smith, Ron. . St. Louis: The Sporting News. 1998. ISBN 978-0-89204-608-9. OCLC 40392319.

## 外部連結
- 球員資訊和成績在MLB ，ESPN ，Retrosheet ，Baseball Reference ，Baseball Reference (Minors) ，Fangraphs ，The Baseball Cube ，Baseball Almanac （英文）
- Bob Gibson （页面存档备份，存于） at SABR BioProject
- Bob Gibson （页面存档备份，存于） at Pura Pelota (Venezuelan Professional Baseball League)
- "Hall Of Famer Defends Inside Pitches To Batter", Baseball Digest, November 1987
- Bob Gibson Oral History Interview - National Baseball Hall of Fame Digital Collection （页面存档备份，存于）

| 奖项与成就                                   | 奖项与成就                                              | 奖项与成就                             |
| -------------------------------------------- | ------------------------------------------------------- | -------------------------------------- |
| 前任： 法蘭克·羅賓森 唐·德萊斯戴爾 比爾·辛格 | 國聯單月表現最佳球員 1964年9月 1968年6月及7月 1970年8月 | 繼任： 喬·托瑞 彼得·羅斯 威利·史塔格爾 |
| 前任： 瑞克·懷斯                             | 無安打比賽投手 1971年8月14日                            | 繼任： 伯爾特·霍頓                     |
| 體育角色                                     |                                                         |                                        |
| 前任： 喬·科爾曼                             | 聖路易紅雀隊投手教練 1995年                             | 繼任： 戴夫·鄧肯                       |